# Setra S 412 UL
Setra S 412 UL — пригородный автобус серии MultiClass 400, выпускаемый немецкой компанией Setra с 2002 года. Пришёл на смену автобусу Setra S 313 UL. 

## Описание
Автобус Setra S 412 UL впервые был представлен в 2002 году. Аббревиатура UL означает Überlandbus (пригородный автобус). Автобус производится с обычной передней частью и наклонной (GT).
Значительная часть автобусов эксплуатируется в Германии.

## Эксплуатация
| Страна     | Предприятие             | Количество | Серии      | Эксплуатация |
| ---------- | ----------------------- | ---------- | ---------- | ------------ |
| Германия   | Hilscher Reisen         | 1          | KU G 404   |              |
| Германия   | Racktours GmbH & Co. KG | 1          | MKK-UL 412 |              |
| Германия   | Reisedienst Parchim     | 6          |            | Пархим       |
| Нидерланды | Horn Tours              | 1          | 90-BDJ-9   |              |
| Швейцария  | Postauto                | 27         |            | Тузис        |